# 張瑞芬 (飛行員)
张瑞芬（Katherine Cheung）（1904年12月12日—2003年），又名蕙莲，廣東恩平人，祖籍恩平君堂鎮，先后毕业于美國南加州大學与林肯航空學校，世界第一位華人女特技飛行員。

## 生平
出生恩平县君堂区藜塘乡大兴里。父亲张舜炳，是一位在美国经商的华侨；母亲聂清兰，曾是广州培贤圣经学校学生。
张瑞芬自小聪颖活泼，喜欢音乐。童年时便随母亲由乡间迁居广州，先后就读于真光女校和培道女子中学。1921年张瑞芬高中毕业，顺利地通过了中华民国教育部的考试，取得了赴美留学护照，同年進入洛杉矶康纳域多利音乐学院学习钢琴，后来又入南加州大学继续研习钢琴课程，并成为校中优秀的钢琴演奏者。当时亲友们都认为她是未来的女音乐家。

## 投身航空事業
就讀期間她常隨在美國做生意的父親出入附近機場，因而對飛行產生了的興趣。當時，在美華僑受孫中山“航空救國”思想的感召，資助設廠，培訓航空人才，募資購買飛機支援國內革命的氣氛很濃，張瑞芬也很受感染。在此之前，已有不少华侨青年在美国学习飞行，他们中有的后来成了中国航空界颇有建树的人物，广东空军总司令张惠长就是其中之一。张瑞芬就常听到父亲给她讲张惠长的事迹。
適逢此時，廣州友人來信，說廣東航空學校招生 ，拒女子於門外。張瑞芬對此憤然不平，說：「男女平等，何得有意偏倚，淹沒壯志。」遂決然矢志航空，於一九三一年考入林肯航空學校，成为当时该校唯一的女学员。那时张瑞芬已是两个孩子的母亲了。但她仅学了12小时飞行，即进行单飞，并“完美着陆”。

### 航空史中的第一位
1932年3月，张瑞芬通过严格考核领到美国私人飞行执照，从而成为第一个获得美国飞行执照的中国女性。当时美国各地中西文报纸大加赞扬，记者仲雨在《中国的第一位女飞行家》的通讯中，兴奋地写道：“……自此而后，所谓中国女子不宜学习航空之偏见为之打破……”
著名將領蔡廷鍇稱之為“女界之光”。有詩稱讚：“鼇峰之巔望五洋，恩平兒女志四方。馮如先行壯國體，瑞芬天驕翱雲翔。”
從航空學校畢業後，她繼續跟陆军飞行专家学习各种特技飞行，學習飛行國際航線，演練盲飛、盤旋、俯衝、筋斗、霞雾飞、穿雲等高難與特技動作，同時鑽研航空工程和飛機結構。为了能参加高级飞行训练，张瑞芬于1934年加入了美国籍。她歷經五年磨礪，飛行技藝高超，1935年經考核合格，取得了國際飛行執照，并获得美国妇女航空协会(又名 九九俱乐部)会长的赏识，邀请加入了“九九”飞行俱乐部(该会只挑选批准99名最出色的女飞行员人会，故有此名。)。同年11月在聖地牙哥飛行比賽中榮獲第四名。

### 成績
近13年飛行生涯中创下了美国航空史上的多个第一，包括安全飛行記錄（三千小時）最长的华人第一人。同時還有全美第一位获得私人、商业和特技三种飞行驾驶执照的华人女飞行员。

### 退役
1942年，张瑞芬的弟弟在中国去世，不久父亲又病重。照顾母亲的责任就落在张瑞芬身上了。当她父亲在病榻上要她发誓放弃飞行时，她答应了。从此，38岁的张瑞芬结束了她的飞行生涯，以经营花卉商店为生，直至1970年退休。

## 晚年
1984年，在张瑞芬八十寿辰那年，张瑞芬的飞行业绩载入了美国华人史籍和美国国家航空航太博物馆专著。
美国200週年国庆时，张瑞芬被授予“美国200週年先锋”称号。
2003年，张瑞芬在洛杉矶家中辞世，享年九十八岁，洛杉矶时报当日用了半版的篇幅报导这位在1932年以无比毅力打破传统，成为美国史上第一位的华裔女性飞行先驱。

## 外部連結
- 2000 Pioneer Hall of Fame （页面存档备份，存于）